# 1909 في إيطاليا
فيما يلي قوائم الأحداث التي وقعت خلال عام 1909 في إيطاليا.

## رياضة
- 1 يناير – دوري الفئة الأولى الإيطالي 1909

## مواليد

### يناير
- 1 يناير – هانز هاينريش يولر فيزيائي ألماني.

### فبراير
- 7 فبراير – أميدو غليليت
- 9 فبراير – جوليو ركه رياضياتي إسرائيلي.
- 16 فبراير – إيجيديو بريمياني لاعب كرة سلة إيطالي.
- 22 فبراير – إنريكو كاستيلي لاعب كرة سلة إيطالي.

### أبريل
- 22 أبريل – ريتا ليفي مونتالشيني
- 26 أبريل – لويجي ماركيزيو درّاج طريق إيطالي.

### يونيو
- 21 يونيو – ريمو برتوني درّاج طريق إيطالي.

### يوليو
- 22 يوليو – جوزيبي بيغونيو لاعب كرة قدم إيطالي.

### أغسطس
- 20 أغسطس – غيدو البرتي
- 25 أغسطس – ألبرتو غيلاردي درّاج طريق إيطالي.

### سبتمبر
- 13 سبتمبر – جوزيبي فياني لاعب كرة قدم إيطالي.
- 29 سبتمبر – فاسكو بيرجاماشي درّاج طريق إيطالي.

### أكتوبر
- 15 أكتوبر – جيان كارلو ويك

### نوفمبر
- 5 نوفمبر – أنجلو موراتي
- 28 نوفمبر – غوالتيرو غالمانيني مهندس معماري إيطالي.

### ديسمبر
- 2 ديسمبر – بييترو أركاري لاعب كرة قدم إيطالي.
- 3 ديسمبر – جيوفاني موريتي لاعب كرة قدم إيطالي.
- 7 ديسمبر – ماريو بيتزيولو لاعب كرة قدم إيطالي.

## وفيات

### مايو
- 15 مايو – لويس سوديرو (مواليد 1836) عالم نبات إكوادوري.

### أكتوبر
- 19 أكتوبر – تشيزري لومبروزو (مواليد 1835)